# Rhodes (Familienname)
Rhodes ist ein englischer Familienname.

## Künstlername
- Rhodes (Musiker) (* 1990), britischer Singer-Songwriter

## Familienname
- Alexandre de Rhodes (1591–1660), französischer Jesuit und Missionar
- Alexis Rhodes (* 1984), australische Radrennfahrerin
- Amelia Atwater-Rhodes (* 1984), US-amerikanische Schriftstellerin
- Ben Rhodes (* 1977), US-amerikanischer Sicherheitsberater
- Betty Jane Rhodes (1921–2011), US-amerikanische Sängerin und Schauspielerin
- Bobby Rhodes (* 1947), italienischer Schauspieler
- Brandi Rhodes (* 1983), US-amerikanische Wrestling-Ansagerin
- Brian Rhodes (1951–2019), australischer Cricketspieler
- Bryan Rhodes (* 1973), neuseeländischer Triathlet
- Cecil Rhodes (1853–1902), britischer Unternehmer, Politiker und Staatsgründer
- Christopher Rhodes (1914–1964), britischer Nachrichtendienstler und Schauspieler
- Cody Rhodes (* 1985), US-amerikanischer Wrestler
- Colin Rhodes (* 1963), englischer Künstler, Autor, Kurator und Pädagoge
- Cynthia Rhodes (* 1956), US-amerikanische Tänzerin und Schauspielerin
- Damian Rhodes (* 1969), US-amerikanischer Eishockeyspieler
- Dan Rhodes (* 1972), britischer Autor
- David Rhodes (Musiker) (* 1956), britischer Musiker
- David Rhodes (* 1990), britischer Singer-Songwriter, siehe Rhodes (Musiker)
- David Rhodes (Endurosportler), US-amerikanischer Motorsportler
- David Rhodes (Kanute) (* 1975), australischer Kanute
- David Rhodes (Schauspieler), US-amerikanischer Schauspieler
- Donnelly Rhodes (1937–2018), kanadischer Schauspieler
- Dustin Rhodes (* 1969), US-amerikanischer Wrestler
- Dusty Rhodes (Baseballspieler) (1927–2009), US-amerikanischer Baseballspieler
- Dusty Rhodes (1945–2015), US-amerikanischer Wrestler
- Elisha Hunt Rhodes (1842–1917), amerikanischer Soldat
- Erik Rhodes (Schauspieler, 1906) (1906–1990), US-amerikanischer Schauspieler
- Erik Rhodes (Pornodarsteller) (1982–2012), US-amerikanischer Pornodarsteller
- Frank H. T. Rhodes (1926–2020), britisch-amerikanischer Geologe und Wissenschaftsorganisator
- Gary Rhodes (1960–2019), britischer Koch, Autor und Unternehmer
- Gbadebo Rhodes-Vivour (* 1983), nigerianischer Architekt und Politiker (Labour Party)
- George M. Rhodes (1898–1978), US-amerikanischer Politiker
- Guillaume Pot de Rhodes († 1603), französischer Beamter
- Happy Rhodes (* 1965), US-amerikanische Sängerin und Songwriterin
- Hari Rhodes (1932–1992), US-amerikanischer Schauspieler und Autor
- Harold Rhodes (1910–2000), US-amerikanischer Erfinder
- Hervey Rhodes, Baron Rhodes (1895–1987), britischer Offizier, Unternehmer und Politiker
- Ida Rhodes (1900–1986), US-amerikanische Computerpionierin
- James Rhodes (Cricketspieler) (1866–1939), englischer Cricketspieler
- James Rhodes (Kameramann), Kameramann
- James Ford Rhodes (1848–1927), US-amerikanischer Historiker
- Jane Rhodes (1929–2011), französische Sängerin (Sopran, Mezzosopran)
- Jennifer Rhodes (* 1947), US-amerikanische Schauspielerin
- Jessa Rhodes (* 1993), US-amerikanische Pornodarstellerin
- Jim Rhodes (1909–2001), US-amerikanischer Politiker
- Joan Rhodes (1921–2010), britische Artistin
- John Rhodes (Theatermanager), englischer Theatermanager
- John Rhodes (Segler) (1870–1947), britischer Segler
- John Rhodes (Rennfahrer) (* 1927), britischer Automobilrennfahrer
- John Rhodes (Mathematiker) (John Lewis Rhodes; * 1937), US-amerikanischer Mathematiker
- John Rhodes (Schachspieler), englischer Schachspieler
- John David Rhodes, britischer Elektroingenieur
- John Jacob Rhodes (1916–2003), US-amerikanischer Politiker
- John Jacob Rhodes III (1943–2011), US-amerikanischer Politiker
- Jordan Rhodes (* 1990), schottischer Fußballspieler
- Ken Rhodes (1945–2016), US-amerikanischer Jazzmusiker
- Kim Rhodes (* 1969), US-amerikanische Schauspielerin
- Leah Rhodes (1902–1986), US-amerikanische Kostümbildnerin
- Louise Rhodes (* 1964), britische Sängerin und Songwriterin
- Luke Rhodes (* 1992), US-amerikanischer Footballspieler
- Margaret Rhodes (1925–2016), britische Cousine von Königin Elisabeth II.
- Marion E. Rhodes (1868–1928), US-amerikanischer Politiker
- Marjorie Rhodes (1897–1979), britische Schauspielerin
- Michael Rhodes (Regisseur) (* 1945), US-amerikanischer Filmregisseur und Filmproduzent
- Michael Rhodes (Snookerspieler) (* 1977), englischer Snookerspieler
- Nick Rhodes (* 1962), britischer Keyboardspieler
- Peregrine Rhodes (1925–2005), britischer Diplomat
- Peter John Rhodes (1940–2021), britischer Althistoriker
- R. A. W. Rhodes (* 1944), britischer Politikwissenschaftler
- Richard Rhodes (Schriftsteller) (* 1937), US-amerikanischer Historiker, Journalist und Schriftsteller
- Richard Rhodes (Bildhauer) (* 1961), US-amerikanischer Bildhauer und Steinmetz
- Samuel Rhodes (* 1941), US-amerikanischer Bratschist, Komponist und Musikpädagoge
- Slim Rhodes (1912–1966), US-amerikanischer Sänger
- Sonny Rhodes (1940–2021), US-amerikanischer Gitarrist und Sänger
- Todd Rhodes (1900–1965), US-amerikanischer Pianist, Arrangeur und Bandleader
- Trevante Rhodes (* 1990), US-amerikanischer Filmschauspieler
- Walter Rhodes (Bluesmusiker) (Geburts- und Sterbedaten unbekannt), US-amerikanischer Bluesmusiker, machte Aufnahmen in den 1920er Jahren
- Walter Rhodes (R&B-Musiker) (1939–1990), US-amerikanischer R&B- und Rock-and-Roll-Musiker
- Walter Eustache Rhodes (1872–1918), englischer Historiker und Übersetzer
- Xavier Rhodes (* 1990), US-amerikanischer American-Football-Spieler